# Коламбус (Канзас)
Коламбус (енгл. Columbus) град је у америчкој савезној држави Канзас.

## Демографија
По попису из 2010. године број становника је 3.312, што је 84 (-2,5%) становника мање него 2000. године.
| Група             | 2000.         | 2010.         |
| Белци             | 3.177 (93,6%) | 3.024 (91,3%) |
| Афроамериканци    | 11 (0,3%)     | 17 (0,5%)     |
| Азијати           | 14 (0,4%)     | 9 (0,3%)      |
| Хиспаноамериканци | 69 (2,0%)     | 71 (2,1%)     |
| Укупно            | 3.396         | 3.312         |